# Giardino dei Giusti di tutto il mondo
(Scritta sul cippo all'ingresso del Giardino dei Giusti di Milano)
Il Giardino dei Giusti di tutto il mondo di Milano è un memoriale a chi si è opposto ai genocidi e ai crimini contro l'umanità, situato nel Parco Monte Stella e che ispirandosi al giardino e museo Yad Vashem di Gerusalemme nasce per onorare persone di tutto il mondo, che con le loro azioni si sono opposte a qualsiasi genocidio. Il giardino dedica uno specifico cippo di granito e albero di Prunus avium a ogni persona riconosciuta giusto tra le nazioni.
Inaugurato il 24 gennaio 2003, si trova lungo un viale all'interno del parco di 370000 m², denominato 'Viale dei Giusti' sul suo rilievo artificiale situato nella zona nord-ovest di Milano, nel quartiere QT8, ovvero il Quartiere Triennale 8. Fu realizzato dal Comune di Milano. Dal 2008 è gestito dall'Associazione per il Giardino dei Giusti di Milano, formata dal Comune di Milano, dall'Unione delle comunità ebraiche italiane e da Gariwo la foresta dei Giusti.

## I Giusti di tutti i genocidi
(Lo scopo del giardino nella spiegazione di Gariwo la foresta dei Giusti)
Il Giardino dei Giusti di tutto il mondo di Milano, così come il più noto giardino di Gerusalemme, vuole celebrare i giusti di tutte le nazioni che hanno avuto a che fare con ogni genocidio e non solo quindi con l'olocausto degli ebrei. Chi giunge nel giardino di Milano, infatti, nota immediatamente non solo i cippi commemorativi, corrispondenti ai primi tre alberi piantati, per Moshe Bejski in onore dei Giusti tra le Nazioni di Yad Vashem di Gerusalemme, per Pietro Kuciukian in onore dei Giusti per gli Armeni di Dzidzernagapert, Erevan e per Svetlana Broz in onore dei Giusti contro la pulizia etnica in Bosnia-Erzegovina, Sarajevo, ma tanti altri cippi con rispettivi alberi dedicati a personaggi di altre aree geografiche della terra, teatri di genocidi, massacri ed ingiustizie. 

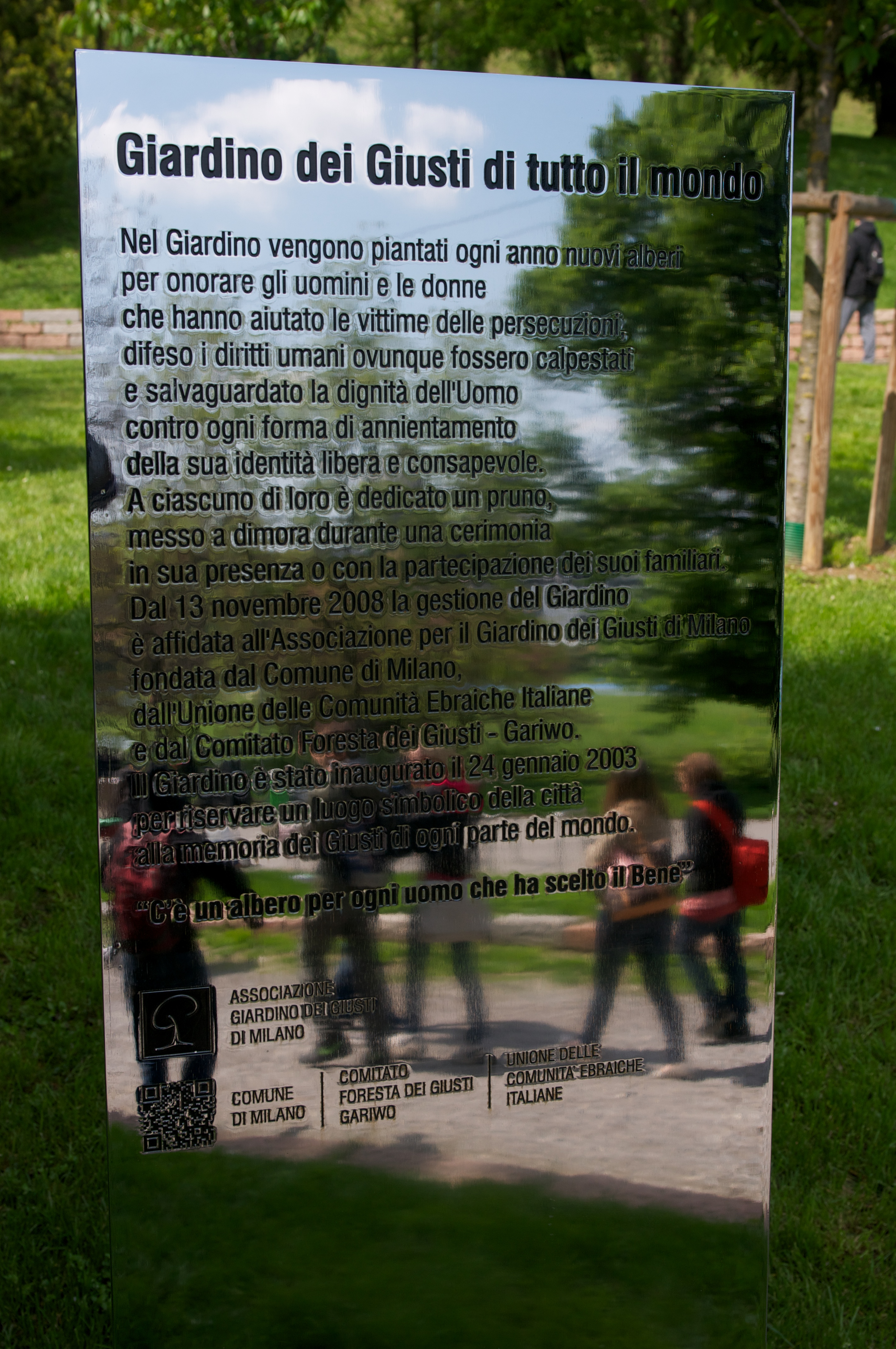
Stele posta all'ingresso del Giardino dei Giusti di tutto il mondo di Milano

## Storia e struttura del giardino

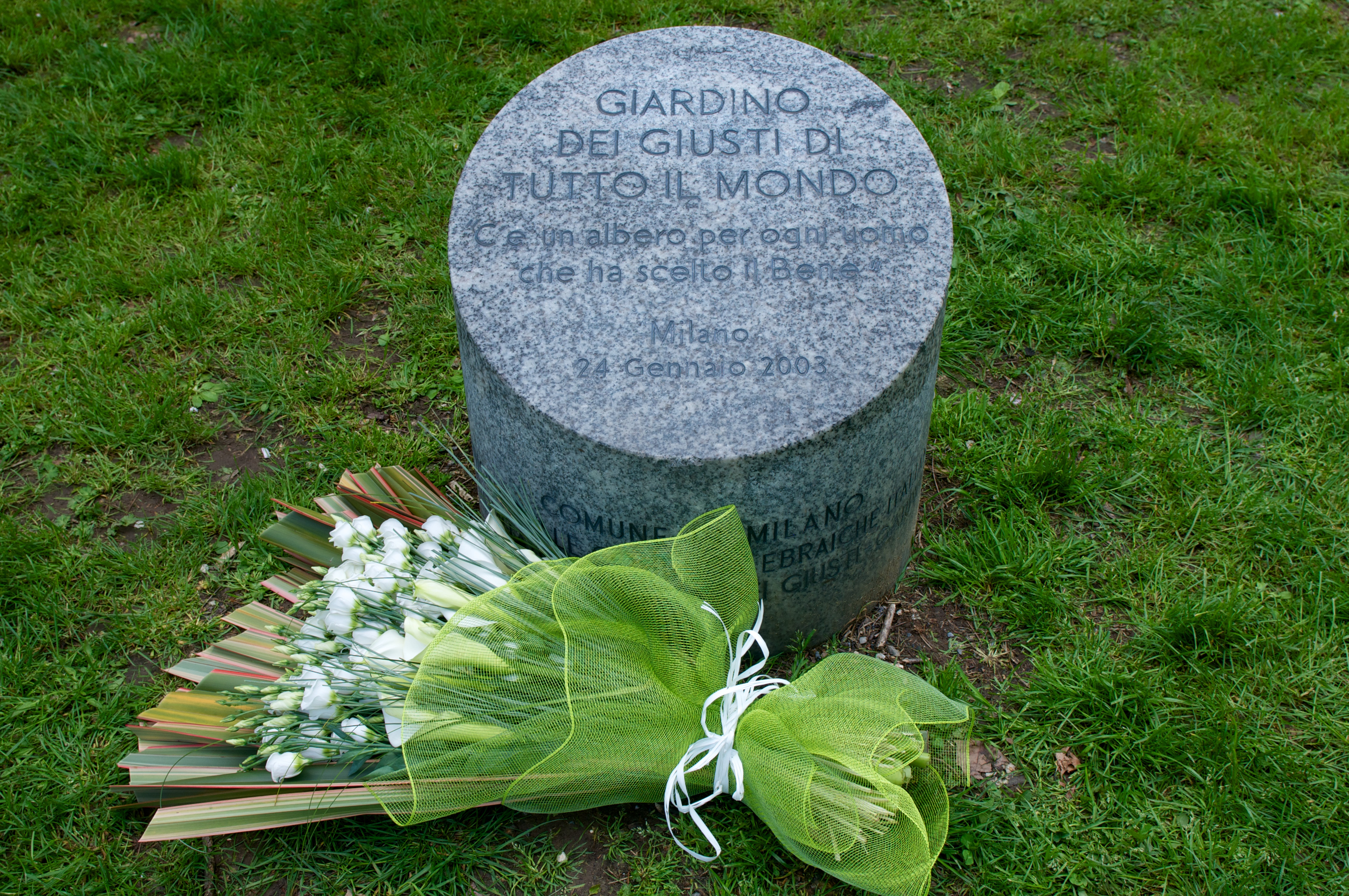
Cippo Giardino dei Giusti di tutto il mondo nel Parco Monte Stella di Milano

Il Giardino dei Giusti di Tutto il Mondo di Milano è stato il primo giardino dei giusti aperto in Italia ed il terzo nel mondo, dopo quello di Gerusalemme ed Erevan.
Il giardino è stato realizzato su proposta di Gabriele Nissim, storico italiano e presidente di Gariwo, la foresta dei Giusti, per dedicare un luogo specifico di Milano alla memoria di tutte quelle persone nel mondo che si erano contraddistinte per la loro resistenza morale.
Inaugurato il 24 gennaio 2003, cinque anni dopo nel 2008, il Consiglio comunale decise di dare forma giuridica al luogo del parco contenente il giardino, tramite una associazione costituita il 13 novembre del 2008. I soci fondatori di questa associazione sono : Il Comune di Milano, l'Unione delle Comunità Ebraiche Italiane (UCEI) e il Comitato mondiale Gariwo la foresta dei Giusti.

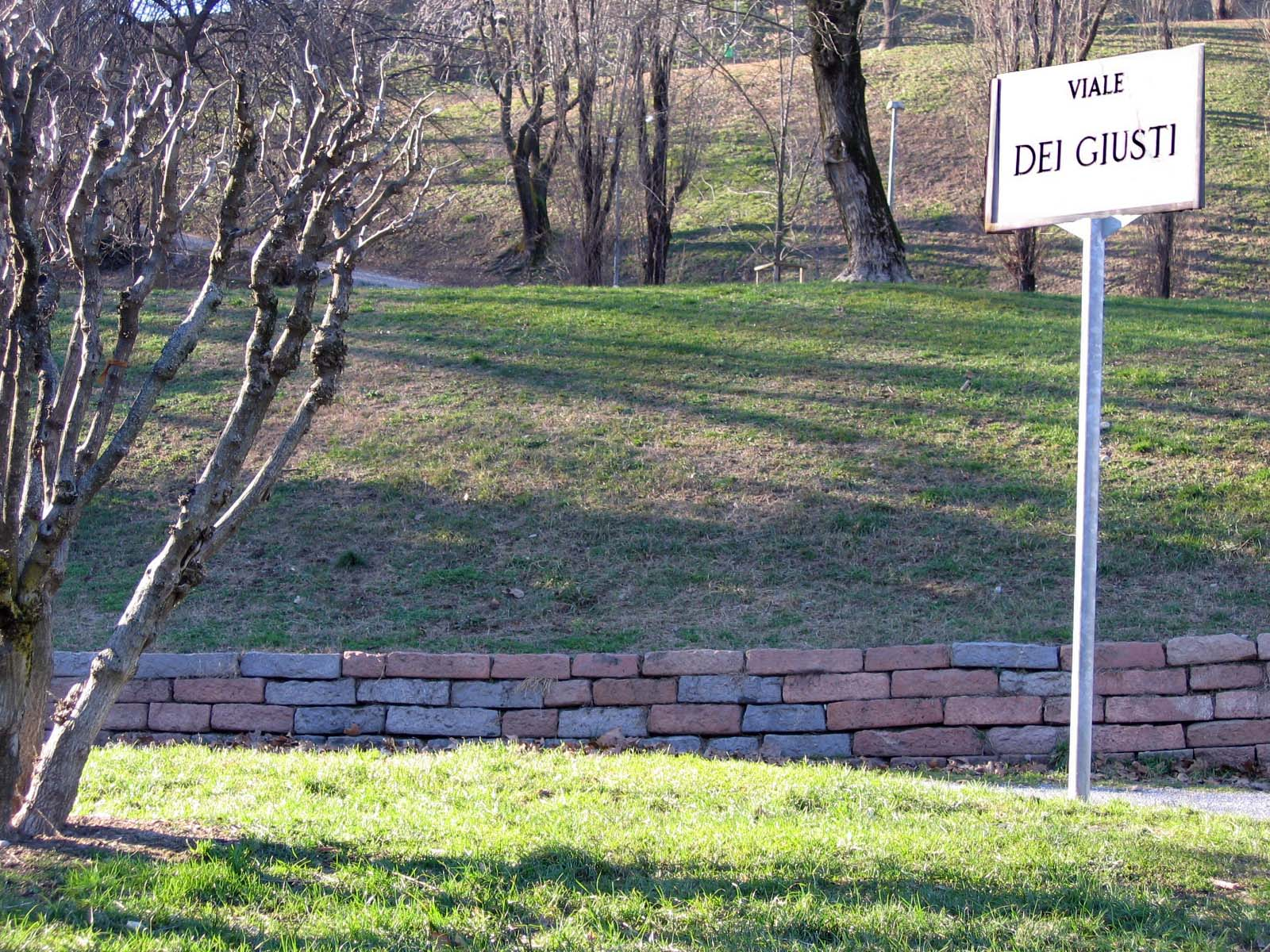
Cartello 'viale dei Giusti' nel Giardino dei Giusti di tutto il mondo di Milano

Il Giardino dei Giusti è situato nel Parco Monte Stella noto ai milanesi anche come e Montagna de San Sir una collinetta artificiale formata inizialmente con l'accumulo di macerie provocate dai bombardamenti, effettuati dagli Alleati, durante la seconda guerra mondiale e con altro materiale proveniente dalla demolizione degli ultimi tratti dei Bastioni, avvenuta dopo il 1945. L'intero parco si estende oggi per 370.000 metri quadrati.
I primi alberi sono stati dedicati a Moshe Bejski per i Giusti della Shoah; a Pietro Kuciukian in onore dei Giusti per gli armeni; a Svetlana Broz per i Giusti contro la pulizia etnica. A luglio 2012 il giardino contava 22 alberi dedicati a uomini e donne di tutto il mondo.

Nel 2012 l'Associazione a capo della gestione del Giardino ha proposto un workshop presso la facoltà di Architettura e società del Politecnico di Milano con un concorso per la realizzazione di proposte innovative con lo scopo di conferire al Giardino dei Giusti un'architettura più consistente e comunicativa.

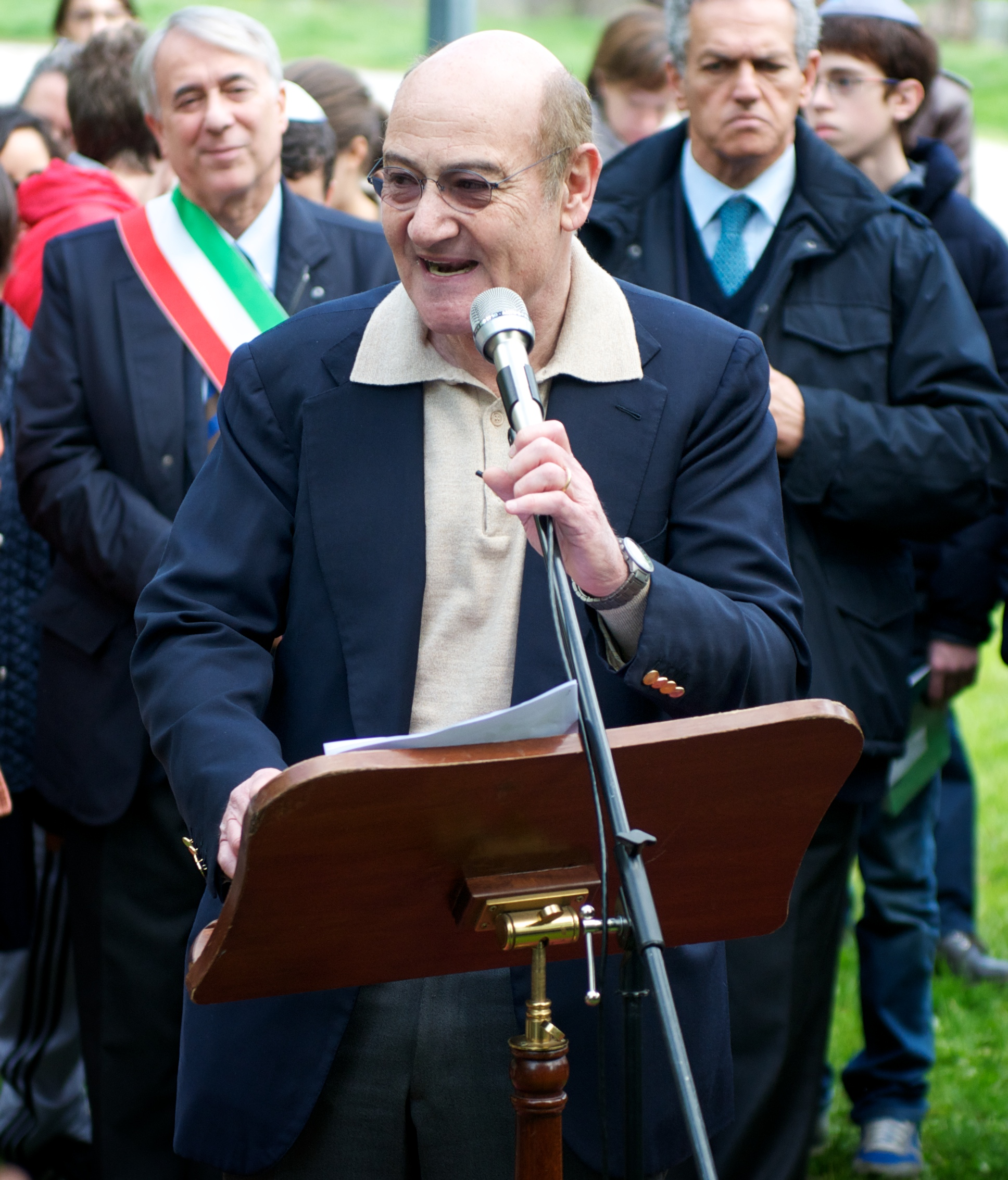
Il presidente di Gariwo la foresta dei Giusti Gabriele Nissim, il sindaco di Milano Giuliano Pisapia e Roberto Jarach presidente del Memoriale della Shoah, al Giardino dei Giusti del Parco Monte Stella

### Il Giardino dopo la riqualificazione
Nel mese di ottobre 2013, in vista di Expo 2015, è stata annunciata la decisione di rinnovare il Giardino di Milano. Gabriele Nissim, presidente di Gariwo la foresta dei Giusti, e l'architetto Stefano Valabrega hanno suggerito un effetto comunicativo maggiore, più diretto e senza monumentalismi. La filosofia del giardino non è improntata alla celebrazione ma al dialogo e al riconoscimento di culture e di valori diversi che s'incontrano e convivono in nome del bene, in nome della difesa dell'umanità ferita.. 
I lavori sono terminati nel 2019, con una giornata di inaugurazione e di eventi. La nuova struttura del Giardino prevede due nuovi spazi - lo spazio del dialogo e l'anfiteatro Ulianova Radice - e due alberi speciali, l'Albero della Memoria e l'Albero delle Virtù.
Il 18 dicembre 2019 i City Angels sono stati proclamati da Gabriele Nissim "Guardiani morali del Giardino dei Giusti".

## Cerimonia
(Gabriele Nissim, Presidente del Comitato Gariwo la foresta dei Giusti)
La cerimonia consiste nel dedicare un cippo di granito con il nome e la ragione di quanto fatto dal personaggio sotto un albero di un prunus avium messo a dimora alla sua presenza o quella dei suoi familiari.
La celebrazione, aperta al pubblico, si svolge nel luogo del parco dedicata al Giardino ed è organizzata dal Comune di Milano e dagli altri due componenti dell'associazione preposta, l'UCEI e Gariwo la foresta dei Giusti.

## I cippi del Monte Stella: intestazioni e motivazioni

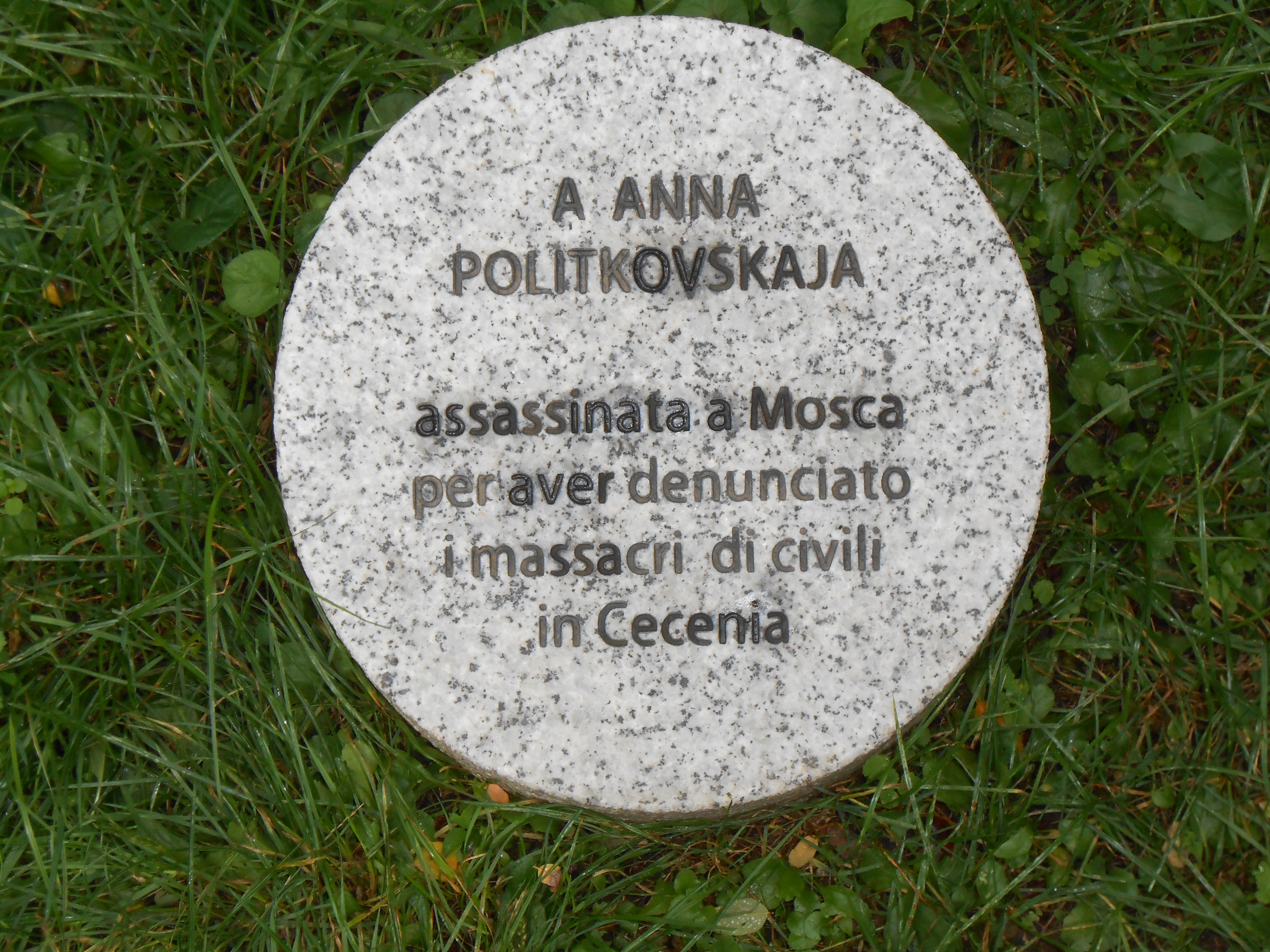
Cippo alla memoria di Anna Politkovskaja

### Cerimonia di inaugurazione del 24 gennaio 2003
- Moshe Bejski - In onore dei Giusti tra le Nazioni di Yad Vashem, Gerusalemme
- Pietro Kuciukian - In onore dei Giusti per gli Armeni di Dzidzernagapert, Yerevan
- Svetlana Broz - In onore dei Giusti contro la pulizia etnica della Bosnia Erzegovina, Sarajevo

### Cerimonia speciale dell'11 dicembre 2003
- Andrej Sacharov -  Premio Nobel per la pace 1975 In onore dei Giusti del Gulag. Frase sul cippo alla memoria di Andrej Sacharov

### Cerimonia del 5 aprile 2009
- Hrant Dink - Assassinato a Istanbul per aver difeso la memoria del genocidio armeno in Turchia. Frase sul cippo alla memoria di Hrant Dink
- Anna Politkovskaja - Assassinata a Mosca per aver denunciato i massacri dei civili in Cecenia. Frase sul cippo alla memoria di Anna PolitkovskajaAlbero delle Virtù

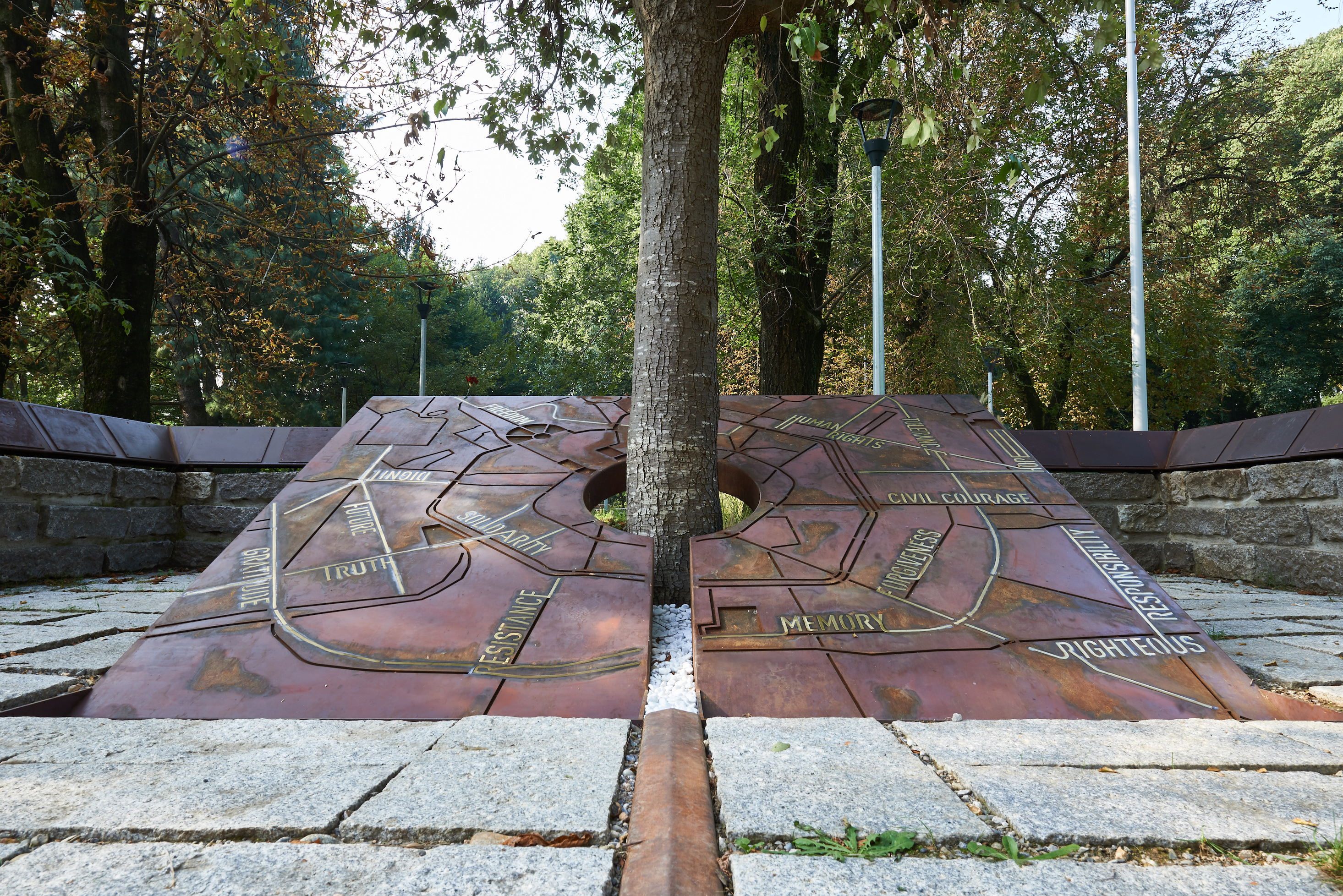
Albero delle Virtù

- Pierantonio Costa - Console italiano a Kigali, ha salvato molte vite durante il genocidio in Rwanda. Frase sul cippo in onore di Pierantonio Costa
- Duško Kondor - Assassinato a Bijeljina per aver denunciato la pulizia etnica in Bosnia-Erzegovina. Frase sul cippo alla memoria di Duško Kondor
- Khaled Abdul Wahab - Ha salvato a Mahdia un gruppo di ebrei durante la Shoah in Tunisia. Frase sul cippo alla memoria di Khaled Abdul Wahab
- Italiani Giusti fra le nazioni  - Onorati a Yad Vashem per aver salvato gli ebrei durante la Shoah.

### Cerimonia del 14 aprile 2010
- Vasilij Grossman - Scrittore russo, ha raccontato la Shoah e la resistenza irriducibile degli uomini al totalitarismo sovietico. Frase sul cippo alla memoria di Vasilij Grossman
- Neda Agha-Soltan - Uccisa in piazza a Teheran, simbolo della resistenza morale dei giovani iraniani e della lotta per la libertà.  Frase sul cippo alla memoria di Neda Agha-Soltan
- Guelfo Zamboni - Console italiano a Salonicco, ha salvato centinaia di ebrei durante la distruzione nazista della più numerosa comunità ebraica greca. Frase sul cippo alla memoria di Guelfo Zamboni
- Enrico Calamai - Console italiano a Buenos Aires, ha difeso i diritti umani e aiutato i perseguitati durante la dittatura di Pinochet in Cile e di Videla in Argentina.  Frase sul cippo in onore di Enrico Calamai
- Giacomo Gorrini - Console italiano a Trebisonda nel 1915, testimone del genocidio armeno lo ha denunciato alla comunità internazionale mentre era in corso. Frase sul cippo alla memoria di Giacomo Gorrini
- Marek Edelman - Comandante della rivolta del ghetto di Varsavia, ha custodito la memoria ebraica in Polonia dopo la Shoah e lottato contro il totalitarismo e per la libertà nel mondo. Frase sul cippo alla memoria di Marek Edelman

### Cerimonia del 7 aprile 2011
- Aleksandr Solženicyn - Scrittore russo, ha denunciato il gulag ed ha cercato di scuotere il mondo dall'indifferenza. Frase sul cippo alla memoria di Aleksandr Solženicyn
- Jan Karski - Messaggero della resistenza polacca, ha informato il mondo della Shoah e chiesto invano ai grandi della terra di salvare gli ebrei. Frase sul cippo alla memoria di Jan Karski
- Armin T. Wegner - Scrittore tedesco, ha denunciato al mondo il genocidio degli armeni ed ha scritto invano ad Hitler nel 1933 di non perseguitare gli ebrei. Frase sul cippo alla memoria di Armin Wegner
- Roméo Dallaire - Comandante canadese dei Caschi blu, ha allertato le Nazioni Unite dell'imminente genocidio in Rwanda chiedendo invano l'invio di truppe. Frase sul cippo in onore di Roméo Dallaire
- Sophie Scholl - Studentessa universitaria giustiziata per avere cercato nel 1943 con il gruppo della Rosa Bianca di risvegliare la coscienza del popolo tedesco. Frase sul cippo alla memoria di Sophie Scholl

### Cerimonia del 7 aprile 2012
- Primo Levi - Sopravvissuto ad Auschwitz, scrittore della memoria del lager, ha indagato la zona grigia del male per risvegliare la coscienza del mondo. Frase sul cippo alla memoria di Primo Levi
- Claire Ly - Sopravvissuta e testimone del genocidio in Cambogia, ha indicato un percorso interiore per ritrovare la forza della speranza. Frase sul cippo in onore di Claire Ly
- Yolande Mukagasana - Salvata dal genocidio in Rwanda, testimone della memoria, ha difeso il valore della verità della gratitudine e dell’impegno per la riconciliazione. Frase sul cippo in onore di Yolande Mukagasana
- Ayşe Nur Zarakolu - editrice turca, ha dedicato la vita alla difesa dei diritti civili, della verità e della memoria nel suo Paese. Frase sul cippo alla memoria di Ayşe Nur Zarakolu

### Cerimonia del 6 marzo 2013
- Fridtjof Nansen -   Premio Nobel per la pace 1922 Esploratore norvegese Nobel per la pace nel 1922, ha creato un “passaporto” per gli apolidi e soccorso gli armeni e i profughi. Frase sul cippo alla memoria di Fridtjof Nansen
- Dimităr Pešev - Vicepresidente del Parlamento in Bulgaria,  durante il nazismo ha salvato 48.000 ebrei e l’onore del suo Paese. Frase sul cippo alla memoria di Dimităr Pešev
- Václav Havel - Fondatore di “Charta ’77”, primo presidente della Repubblica Ceca, ha difeso il valore della verità opponendosi al totalitarismo. Frase sul cippo alla memoria di Václav Havel
- Samir Kassir - Giornalista e politico libanese assassinato nel 2005 per aver difeso la libertà di espressione, i diritti umani e la sovranità nazionale. Frase sul cippo alla memoria di Samir Kassir

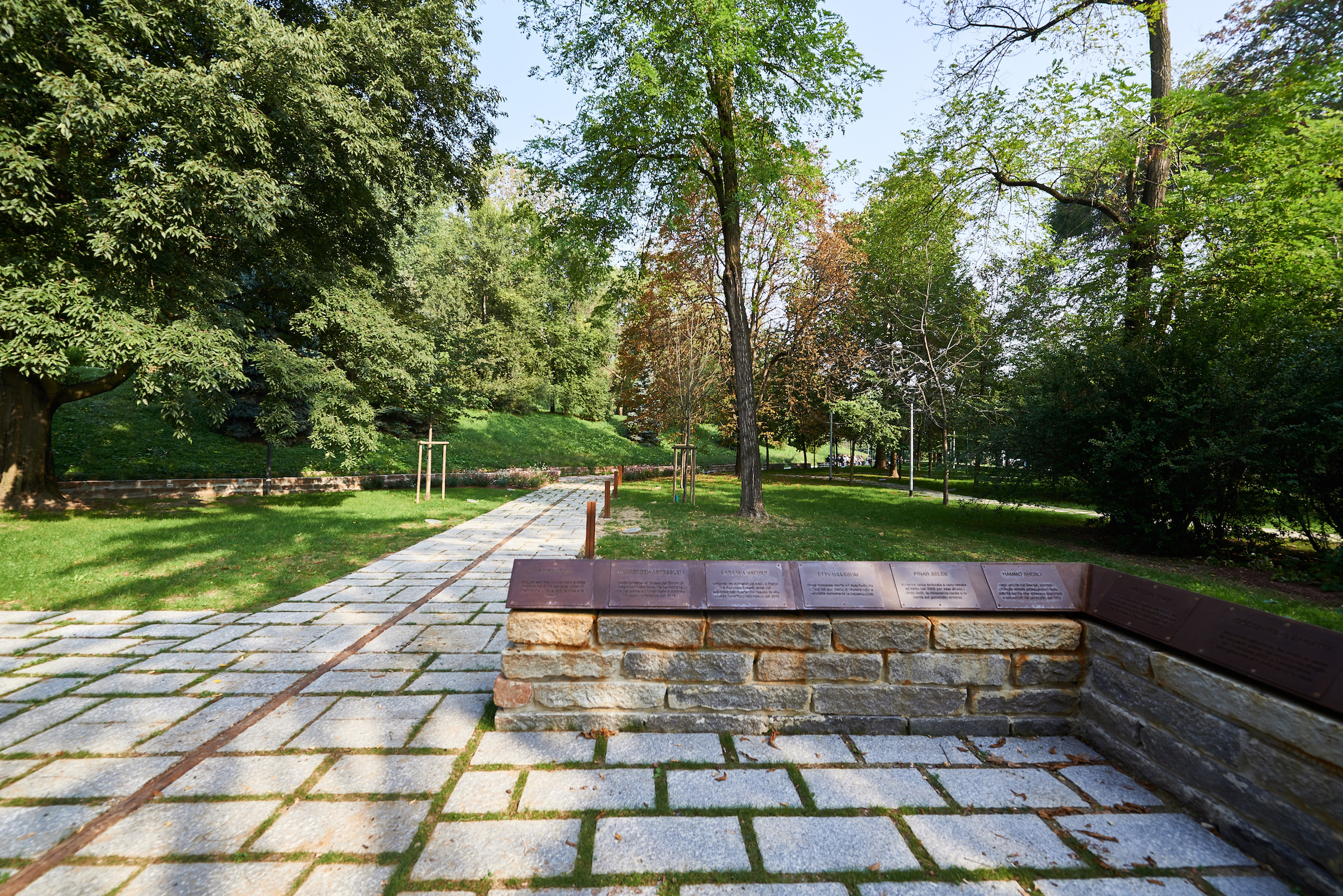
Il Giardino dei Giusti di Milano nel 2019 dopo i lavori di riqualificazione

### Cerimonia del 6 marzo 2014
- Papa Giovanni XXIII - Delegato apostolico in Turchia ha salvato molti ebrei dallo sterminio nazista e con il Concilio Vaticano II ha aperto la chiesa al dialogo tra le religioni. Frase sul cippo alla memoria di Papa Giovanni XXIII
- Beatrice Rohner - Educatrice svizzera, ha rischiato la vita per soccorrere in Turchia gli orfani armeni sopravvissuti al genocidio del 1915-1916. Frase sul cippo alla memoria di Beatrice Rohner
- Nelson Mandela -  Premio Nobel per la pace 1993 Nobel per la pace, ha difeso i diritti umani in Sudafrica e sconfitto l'apartheid con la nonviolenza scegliendo verità e riconciliazione. Frase sul cippo alla memoria di Nelson Mandela
- Giusti milanesi - che salvarono numerosi ebrei e altri perseguitati durante l'occupazione nazista, sostenuti dalle reti di soccorso sul territorio. In particolare, sono ricordati Giuseppe Sala, Don Giovanni Barbareschi e Fernanda Wittgens

### Cerimonia del 6 marzo 2015
- Mehmet Gelal Bey - Turco ottomano sindaco di Aleppo si è opposto alle direttive del suo governo che imponevano l'eliminazione del popolo armeno nel genocidio del 1915. Frase sul cippo alla memoria di Mehmet Gelal Bey
- Alganesh Fessaha - Ha rischiato la vita in Africa per soccorrere i perseguitati. Attivista umanitaria italoetritrea ha aiutato i migranti e i loro familiari a Lampedusa dopo il tragico naufragio del 2013. Frase sul cippo in onore di Alganesh Fessaha
- Razan Zaitouneh - Avvocatessa siriana attivista dei diritti civili e contro il fanatismo scomparsa nel 2013 vicino a Damasco rapita da gruppi estremisti jihadisti. Frase sul cippo alla memoria di Razan Zaitouneh
- Ghayath Mattar - Giovane pacifista arrestato e ucciso in Siria nel 2011 offriva fiori ai soldati in segno di dialogo e si batteva per i diritti umani e la libertà. Frase sul cippo alla memoria di Ghayath Mattar
- Rocco Chinnici - Magistrato integerrimo e di grande umanità, coraggioso promotore del primo pool antimafia del Tribunale di Palermo, ucciso dalle cosche nel 1983. Frase sul cippo alla memoria di Rocco Chinnici
- Guardia Costiera - Hanno rischiato la vita, ciascuno con grande abnegazione, da Lampedusa a tutte le coste italiane per salvare i naufraghi in fuga da fame e violenze. Frase sul cippo in onore della Guardia Costiera

### Cerimonia speciale del 18 novembre 2015
- Khaled al-Asaad - Trucidato dall'ISIS nel 2015 per aver difeso in Siria il patrimonio archeologico di Palmira memoria della civiltà umana. Frase sul cippo alla memoria di Khaled al-Asaad

### Cerimonia dell'8 marzo 2016
- Halima Bashir - Ha subito violenza per aver difeso nel 2004 le donne stuprate dalle milizie janjaweed in Darfur. Frase sul cippo in onore di Halima Bashir
- Flavia Agnes - Ha dedicato la vita a denunciare in India le violenze contro le donne di tutti i ceti e religioni. Frase sul cippo in onore di Flavia Agnes
- Vian Dakhil - Ha rischiato la vita per difendere nel 2014 le donne yazide dalla violenza dell'ISIS in Iraq. Frase sul cippo in onore di Vian Dakhil
- Sonita Alizadeh - Rapper afghana ha denunciato nel 2014 a rischio della vita la pratica barbara delle spose bambine. Frase sul cippo in onore di Sonita Alizadeh
- Azucena Villaflor - Uccisa in Argentina nel 1977 per aver denunciato la sorte dei desaparecidos con il movimento delle Madres de Plaza de Mayo. Frase sul cippo alla memoria di Azucena Villaflor
- Felicia Impastato - Ha difeso la memoria del figlio Peppino ucciso dalla mafia nel 1978 a Cinisi e denunciato il boss mandante del delitto. Frase sul cippo alla memoria di Felicia Impastato

### Cerimonia del 15 marzo 2017
- Lassana Bahtily - Emigrato musulmano del Mali a Parigi ha nascosto i clienti ebrei del supermercato kosher rischiando la vita durante l'attentato terroristico del 2015. Frase sulla targa dedicata a Lassana Bathily
- Hamadi ben Abdesslem - Guida tunisina al Museo del Bardo di religione musulmana ha rischiato la vita per salvare i turisti italiani durante l'attacco terroristico del 2015. Frase sulla targa dedicata ad Hamadi ben Abdesslem
- Raif Badawi - Blogger saudita condannato a mille frustate nel 2014 per aver difeso il dialogo tra tutte le fedi le idee e le culture. Frase sulla targa dedicata a Raif Badawi
- Pinar Selek - Scrittrice turca torturata e condannata all'esilio nel 2009 per aver difeso i diritti civili, la minoranza curda e la verità sul genocidio degli armeni. Frase sulla targa dedicata a Pinar Selek
- Etty Hillesum - Ebrea olandese morta ad Auschwitz ha scritto nel suo diario di rifiutare odio e vendetta nonostante la persecuzione. Frase sulla targa dedicata a Etty Hillesum

### Cerimonia del 14 marzo 2018
- Hammo Shero - Capo yazida del Sindjar, accolse i profughi armeni proteggendoli dalle autorità turche che volevano deportarli e salvandoli dal genocidio del 1915. Frase sulla targa dedicata a Hammo Shero
- Ho Feng Shan - Console cinese a Vienna nel 1938, pur conscio dei rischi, disobbedì ai propri superiori concedendo i visti necessari agli ebrei per abbandonare il Paese e mettersi in salvo alla vigilia della Shoah - Frase sulla targa dedicata a Ho Feng Shan
- Daphne Vloumidi - Albergatrice di Lesbo, ha soccorso i migranti sbarcati sull’isola dalle coste turche e ha subìto un arresto nel 2015 per l’aiuto prestato loro nei trasferimenti, sfidando i divieti delle autorità locali - Frase sulla targa dedicata a Daphne Vloumidi
- Costantino Baratta - Pescatore diportista di Lampedusa, nel 2013 ha tratto in salvo 12 giovani migranti eritrei superstiti di un tragico naufragio con centinaia di morti, accogliendoli anche nella propria casa - Frase sulla targa dedicata a Costantino Baratta

### Cerimonia del 14 marzo 2019
- István Bibó - Intellettuale ungherese, ha richiamato le colpe del governo filonazista nella persecuzione ebraica e non si è piegato alle prevaricazioni del totalitarismo - Frase sulla targa dedicata a István Bibó
- Simone Veil - Sopravvissuta ad Auschwitz, quale Presidente del Parlamento Europeo ha profuso il suo impegno per la dignità delle donne e a favore della pace - Frase sulla targa dedicata a Simone Veil
- Wangari Maathai -  Premio Nobel per la pace 2004 Biologa e attivista keniota, premio Nobel per la pace, sostenitrice dello sviluppo sostenibile in Africa, si è battuta per la democrazia nel suo paese - Frase sulla targa dedicata a Wangari Maathai
- Denis Mukwege -  Premio Nobel per la pace 2018 Medico congolese, premio Nobel per la pace, ha dedicato la vita alla cura e al reinserimento sociale delle donne vittime di stupro di guerra - Frase sulla targa dedicata a Denis Mukwege

### Cerimonia del 6 marzo 2020
- Piero Martinetti - Accademico italiano, fu l’unico filosofo tra i docenti universitari a rifiutarsi di prestare giuramento al Regime fascista, preferendo rinunciare alla cattedra che alla libertà di coscienza. Frase sulla targa dedicata a Piero Martinetti
- Le donne di Rosenstrasse - Nel febbraio 1943, nonostante le minacce naziste, protestarono per una settimana sulla Rosenstrasse di Berlino salvando dalla persecuzione 2.000 ebrei, loro mariti. Frase sulla targa dedicata alle donne di Rosenstrasse
- Wallace Broecker - Geologo statunitense, pioniere degli studi sui cambiamenti climatici, ammonì il mondo sul riscaldamento globale in un periodo in cui pochi erano propensi ad ascoltare. Frase sulla targa dedicata a Wallace Broecker
- Valerij Legasov - Chimico russo, agì per salvare la popolazione e l’Europa dalla tragedia di Černobyl' e denunciò le responsabilità del governo sovietico, venendo poi ridotto al silenzio. Frase sulla targa dedicata a Valerij Legasov
- Yusra Mardini - Nuotatrice siriana, con la sorella Sarah salvò i migranti che con lei fuggivano verso la Grecia e con un accorato appello dalle Nazioni Unite denunciò il dramma dei rifugiati. Frase sulla targa dedicata a Yusra Mardini
- Hevrin Khalaf - Attivista curda, trucidata in un agguato nel 2019 in Siria, si batteva per i diritti delle donne, per la coesistenza pacifica tra curdi, cristiano-siriaci e arabi e per uno stato laico e liberale. Frase sulla targa dedicata a Hevrin Khalaf

### Cerimonia del 5 marzo 2021
- Dag Hammarskjöld -  Premio Nobel per la pace 1961 Segretario Generale Onu, Nobel per la pace, ha pagato con la vita il suo impegno per creare un’istituzione al servizio della pace e della cooperazione internazionale priva d’interessi di parte.
- Carlo Urbani - Medico italiano, attivo in operazioni umanitarie, nel 2003 è stato il primo a identificare la SARS e a rendere pubblico il pericolo, realizzando un protocollo di quarantena e pagando con la sua stessa vita, colpito dalla malattia.
- Liu Xiaobo -  Premio Nobel per la pace 2010 Autore della Carta 08, manifesto dove ha auspicato la democrazia politica in Cina, condannato e imprigionato, ha ricevuto il Nobel per la pace ed è divenuto simbolo della lotta per i diritti umani.
- Liu Xia - Pittrice cinese, sottoposta agli arresti domiciliari affinché non diffondesse la voce del marito Liu Xiaobo, non ha mai ritrattato il loro legame e ha proseguito la sua lotta per la democrazia.
- Ruth Bader Ginsburg - Giudice della Corte Suprema americana, si è battuta per la democrazia, la parità di genere e la difesa delle minoranze, esemplare portavoce dell’uguaglianza tra gli esseri umani.

### Cerimonia del 3 marzo 2022
- Raphael Lemkin - Giurista ebreo polacco, ideatore della definizione di genocidio, ha ricordato al mondo che la prevenzione di tali crimini è responsabilità dell'umanità intera
- Henry Morgenthau - Ambasciatore americano nell'Impero ottomano, testimone del genocidio armeno, raccolse fondi per gli orfani sopravvissuti e scelse di denunciare la tragedia del Metz Yeghern
- Aristides de Sousa Mendes - Console portoghese a Bordeaux, disobbedì agli ordini del suo governo e fornì visti di transito agli ebrei perseguitati, perdendo per questo il lavoro, il sostentamento e la reputazione nel suo Paese
- Ilham Tohti - Docente uiguro, condannato all’ergastolo per aver denunciato le discriminazioni verso le minoranze in Cina, ha sempre rifiutato la violenza e incoraggiato il dialogo ed il rispetto
- Evgenija Solomonovna Ginzburg - Testimone della vertigine dei campi di lavoro sovietici e coraggiosa oppositrice alla logica distruttrice del totalitarismo nei confronti della dignità umana
- Godeliève Mukasarasi - Sopravvissuta al genocidio ruandese, nonostante le minacce e l’uccisione della sua famiglia scelse di testimoniare nel processo Akayesu, contribuendo alla prima condanna al mondo per genocidio

## Giornata europea dei Giusti
Su disposizione del parlamento europeo, il 10 maggio 2012 fu deciso con una mozione votata da 388 parlamentari, di dedicare un giorno all'anno ai 'Giusti' di tutto il mondo, una Giornata europea dei Giusti (European day of the Righteous) per commemorare coloro che si erano opposti con responsabilità individuale ai crimini contro l'umanità e ai totalitarismi.
Venne stabilito che sarebbe stata celebrata il 6 marzo di ogni anno, anniversario della morte di Moshe Bejski.
Il 6 marzo 2013, la prima celebrazione della Giornata Europea dei Giusti, sono state stabilite in Italia ed in Europa diverse manifestazioni. Il sito ufficiale di Gariwo la foresta dei Giusti ha riportato la mappa degli eventi. Milano è stata capofila delle iniziative per la prima Giornata europea dei Giusti e fonte d'ispirazione per le iniziative in Europa. Le manifestazioni in alcune principali città italiane sono state:

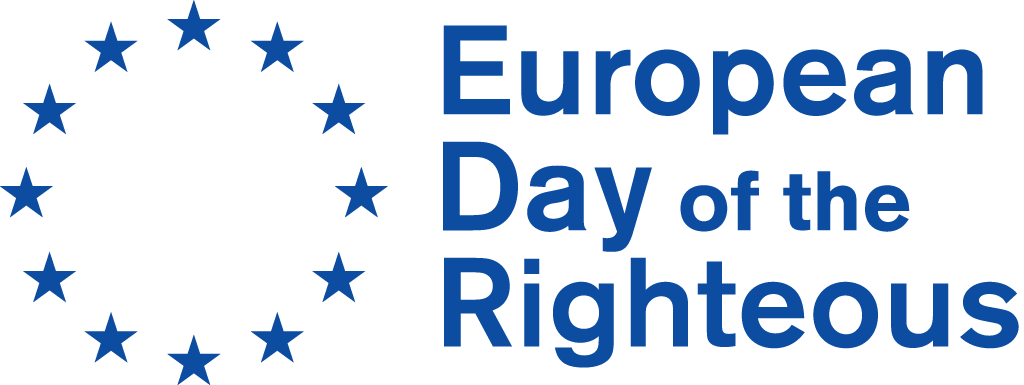
il 6 marzo di ogni anno

- Milano [https://web.archive.org/web/20160510173745/http://www.yallaitalia.it/2013/03/6-marzo-2013-prima-giornata-europea-dei-giusti/[collegamento interrotto] 6 marzo 2013 - Prima giornata europea dei Giusti | Yalla Italia], , ,DIAP - Dipartimento di Architettura e Pianificazione: IL GIARDINO A CRESCITA ILLIMITATA
- Padova,[http://www.padovanet.it/dettaglio.jsp?id=17295&pk_campaign=Feeds_d_Aggiornamenti&pk_kwd=d_17295#.UTUwOTdMedg[collegamento interrotto]][collegamento interrotto]
- Roma, su gariwo.net.
- Mantova, su provincia.mantova.it.
- Solaro (Mi), su parks.it.
- Giornata Europea dei Giusti - Magnago (Milano) (XML), su comune.magnago.mi.it, 5 marzo 2013. URL consultato l'11 settembre 2020 (archiviato dall'url originale il 13 aprile 2013).
- Busto Arsizio, su comune.bustoarsizio.va.it. URL consultato l'11 settembre 2020 (archiviato dall'url originale il 13 aprile 2013).
- Cesena, su cesenatoday.it.
- Thiene, su comune.thiene.vi.it.

Inoltre, altre celebrazioni sono state tenute a Monza, Brescia, Modena, Formigine, Tolentino, Carnate, San Marino, Benevento e Cotignola.
Dal 2013 la Giornata viene celebrata in numerose città in Italia e nel mondo, con la nascita di nuovi Giardini o iniziative rivolte alla cittadinanza. Il sito di Gariwo contiene un elenco delle celebrazioni principali.

## Giornata dei Giusti dell'umanità
La Giornata dei Giusti dell'umanità è stata istituita il 7 dicembre 2017, con l'approvazione del Senato della proposta di legge già approvata alla Camera il 26 luglio 2017. Tale ricorrenza, da celebrarsi ogni 6 marzo, è così entrata nell'ordinamento italiano.

## Il Giardino Virtuale
Dalla Giornata europea dei Giusti 2017 l'Associazione per il Giardino dei Giusti di Milano utilizza il Giardino Virtuale nel sito di Gariwo per accogliere le storie dei Giusti segnalate dagli utenti, che vengono inserite in uno spazio che riproduce il Giardino del Monte Stella. Vengono così valorizzate le figure che non possono essere ospitate sulla Montagnetta per ragioni logistiche e di organizzazione culturale dei temi di anno in anno scelti per le cerimonie.